# 高鐵橋下雲林段道路
高鐵橋下雲林段道路，為臺灣雲林沿臺灣高鐵高架橋下兩側用地闢建之道路，僅完成土庫鎮內約300餘公尺，介於復興路與馬光路間。
由於高鐵雲林段因長期地層下陷而有危害高架橋結構與行車安全的風險，興建橋下道路恐怕會加速地層下陷，使得該計畫屢遭擱置。目前採避開橋梁之路廊，另闢雲林站區聯外道路（北側2條、南側1條），現已全數完工，部分納入縣道系統。